# پلوسکویه (سرزمین آلتای)
پلوسکویه (به لاتین: Ploskoye) یک منطقهٔ مسکونی در روسیه است که در سرزمین آلتای واقع شده‌است.